# Консерватория Штерна
Консерватория Штерна (нем. Stern'sches Konservatorium) — консерватория, существовавшая в Берлине в 1850—1966 годах.

## Исторический очерк
Была основана как частная организация Юлиусом Штерном, Теодором Куллаком и Адольфом Бернхардом Марксом под названием Городская консерватория в Берлине (нем. Städtisches Konservatorium für Musik in Berlin). Однако в 1855 году Куллак, а годом позже и Маркс покинули новое учебное заведение, полностью оставив его в распоряжение Штерна. В дальнейшем консерватория успешно работала вплоть до 1936 года, когда нацисты реформировали её в рамках ужесточения тоталитарной политики в области культуры, переименовав в Консерваторию столицы Рейха (нем. Konservatorium der Reichshauptstadt Berlin). Одновременно еврейская часть преподавателей и студентов была отделена в Еврейскую музыкальную школу Холлендеров (нем. Jüdische Private Musikschule Hollaender) во главе с детьми многолетнего руководителя консерватории Густава Холлендера Куртом Холлендером (1885—1941) и Сусанной Ландсберг (1892—1943); в 1941—1943 годах руководители школы и большинство её педагогов и учащихся были уничтожены в концентрационных лагерях.
После раздела Берлина оказалась в его западной части (Западный Берлин) и продолжила существование под названием Городской консерватории (Städtisches Konservatorium). В 1966 году была объединена с Берлинской Высшей школой музыки. Вновь образованное учреждение получило название Городской высшей школы музыки и изобразительного искусства (Staatliche Hochschule für Musik und darstellende Kunst). В 1975 году эта институция вошла в состав Берлинской высшей школы искусств (Hochschule der Künste Berlin), с 2001 года переименованной в Берлинский университет искусств.

## Директора

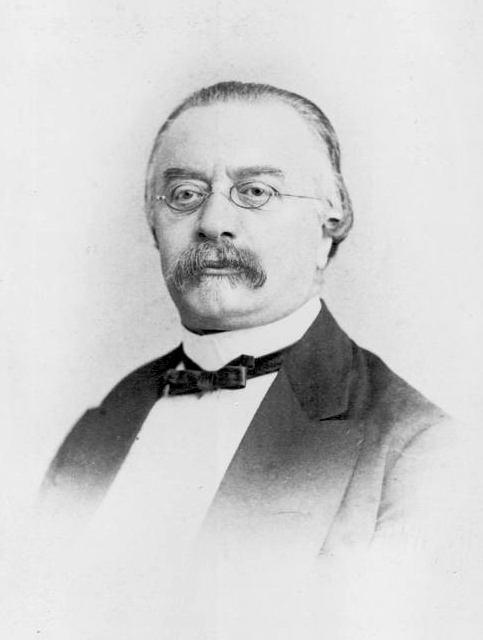
Юлиус Штерн

- Юлиус Штерн (1850—1883)
- Роберт Радеке (1883—1888)
- Дженни Майер (1888—1894)
- Густав Холлендер (1895—1915)
- Александр фон Филиц (1915—1930)
- Пауль Гренер (1930—1933)
- Зигфрид Эберхардт (1933—1935)
- Бруно Киттель (1935—1945)
- Хайнц Тиссен (1946—1949)
- Ханс Иоахим Мозер (1950—1960)
- Герберт Алендорф (1960—1962)

## Известные педагоги
- Карл Генрих Барт
- Рудольф Мария Брайтхаупт
- Маргарета Зимс
- Фердинанд Лауб
- Ханс Пфицнер
- Энгельберт Хумпердинк
- Арнольд Шёнберг
- Бернхард Шольц

## Известные студенты
- Клаудио Аррау
- Кеес ван Баарен
- Бруно Вальтер
- Отто Клемперер
- Мориц Мошковский
- Эдвин Фишер
- Сёхэй Танака